# Degrassi: Next Class
Degrassi: Next Class é uma série de televisão canadense de drama adolescente. É a quinta série da franquia Degrassi, suas antecessores são: The Kids of Degrassi Street, Degrassi Junior High, Degrassi High e Degrassi: The Next Generation. A série foi criada por Linda Schuyler, Stephen Stohn, Sarah Glinski e Matt Huether e é produzida pela Epitome Pictures (uma subsidiária da DHX Media). Os atuais produtores executivos são Schuyler, seu marido Stephen Stohn, Sarah Glinski e Matt Huether. A série é filmada nos estúdios da Epitome em Toronto, Ontário, e não na verdadeira De Grassi Street, da qual a franquia leva seu nome.
A primeira temporada de Next Class estreou no dia 4 de janeiro de 2016 no novo bloco de programação para adolescentes do Family Channel, o F2N no Canadá. A série estreou nos EUA (e internacionalmente) em 15 de janeiro de 2016, na Netflix. Na Austrália, o programa estreou no ABC Me em 16 de maio de 2016.
A quarta temporada foi transmitida no Family Channel App em 30 de junho de 2017, com os episódios começando a ser exibidos diariamente em 3 de julho de 2017. A série foi lançada na Netflix em 7 de julho de 2017..
Em 7 de março de 2019, o produtor / diretor Stefan Brogren confirmou o cancelamento do programa pela Netflix.

## Visão geral
Como suas antecessoras, a série segue um elenco de estudantes da Degrassi Community School, que enfrentam vários desafios, muitas vezes vistos como tabu, abordando temas como grafitagem, sexo, gravidez na adolescência, bullying, abuso sexual, abuso de drogas, saúde mental, auto-imagem, sexualidade, automutilação, suicídio, aborto, violência doméstica, morte, racismo e muitas outras questões.

## Produção

### Conceito
A ideia original para "Degrassi: Next Class" era a décima quinta temporada de Degrassi: The Next Generation, mas sob um novo título. Em uma entrevista com a Vice, Linda Schuyler, fundadora da Epitome e uma das produtoras do original The Kids of Degrassi Street disse: "Percebemos que as crianças com quem estamos conversando hoje são uma nova geração das crianças com quem conversamos em 2001, quando saímos com Degrassi: The Next Generation. Então, estávamos falando muito com a geração do milênio. Há uma nova geração, Geração Z, que nem nasceu quando começamos o show. Foi um fato muito preocupante ... Fizemos muitas pesquisas sobre a Geração Z e decidimos que precisávamos de uma reinicialização. "
Quando Degrassi: The Next Generation encerrou pela TeenNick nos Estados Unidos, os produtores procuraram outros meios para distribuir a série Next Class e mais tarde fizeram um acordo com a Netflix.

### Produtores executivos, roteiristas e diretores
Epitome Pictures, DHX Media e Netflix produzem em conjunto a série com financiamento do Shaw Rocket Fund, do Royal Bank of Canada e do Cogeco Program Development Fund.
A co-criadora da franquia Linda Schuyler e seu marido Stephen Stohn são os produtores executivos da série. Outros produtores executivos incluem Sarah Glinkski, Matt Huether e Brendon Yorke.
Continuando com Next Class, Sarah Glinski e Matt Huether servem como editores principais para o show. Outros escritores incluem Courtney Jane Walker, Alejandro Alcoba e Cole Bastedo. Jennifer Kassabian e Ian MacIntyre. Os atuais diretores da série incluem a estrela da série e o produtor Stefan Brogren, Eleanor Lindo, Phil Earnshaw e Rt !.

### Formato dos episódios
Cada episódio de Degrassi: Next Class é escrito seguindo a mesma fórmula com três storylines (Enredo A, B e C). Os problemas e questões apresentados no episódio nem sempre são resolvidos até o final do episódio, e são transmitidos ao longo da temporada, criando um mini arco. Com "Next Class", alguns episódios têm os enredos seguindo um tema comum. Este conceito foi apresentado em Degrassi Junior High e Degrassi High. Os títulos dos episódios apresentam uma " #" na frente de cada título de episódio e ocasionalmente se referem às tendências atuais de mídia social.

### Sequencia de abertura
A sequência de abertura de Next Class retornou às aberturas mais longas que foram apresentadas nas primeiras doze temporadas de The Next Generation, mas foi cortada para 31 segundos. A abertura vem depois de um período de dois a três minutos, mas não segue os personagens ao redor da escola. Em vez disso, uma montagem de vídeos e imagens das contas de mídia social dos personagens circula pela tela. Como as duas últimas temporadas de Degrassi, em vez de listar cada ator na abertura, os episódios creditam apenas os atores regulares que aparecem naquele episódio. A música tema, "Whatever It Takes", foi composta por Jim McGrath, com letras escritas por Jody Colero e Stephen Stohn. A letra da música tema de Next Class segue como a mesma da versão utilizada em The Next Generation. A sequência de abertura de "Next Class" apresenta uma versão rearranjada de "Whatever It Takes" composta por Jody Colero, Jim McGrath, Stephen Stohn, Robobs e  por Shobha, que também interpreta a canção.

### Locações de filmagem
O universo Degrassi é ambientado na De Grassi Street em Toronto, Ontário. As quatro séries anteriores foram filmadas nesta rua e perto dela. No entanto, Degrassi é atualmente filmada nos estúdios da Epitome Picture em Toronto. A fachada da Degrassi Community School é o exterior do Studio C, e usa as mesmas cores e padrões de vidro que o Centennial College, que foi usado para representar a escola durante Degrassi High.
A área em frente a essa fachada apresenta uma "área de acumulação" onde os estudantes se reúnem, uma rua e uma parada de ônibus do outro lado da rua. O backlot do estúdio é usado para gravações externas das casas dos personagens, que é uma unidade vestida de forma diferente para cada casa, e par o Dot Grill. O prédio do Dot é o único no backlot grande o suficiente para permitir a filmagem dentro dele; cenas dentro da escola e interiores de casas são filmadas em um dos quatro palcos de som da Epitome.
O Studio A contém cenários para os corredores da escola, banheiros, refeitório e salas de aula.  Os corredores estão marcados com frases como "o ser humano perfeito é todo humano", que foram encontrados na Escola de Etobicoke para the Arts, uma das muitas escolas que os designers usaram durante sua pesquisa original. O conjunto de banheiro é usado para o quarto das meninas e dos meninos; mictórios são instalados e removidos quando necessário.
Além de ser usado como o exterior da escola, o Studio C possui cenários para o saguão de entrada da escola, o ginásio, o laboratório de mídia e um corredor com armários. À medida que a franquia progredia e o orçamento aumentava, uma escada e uma varanda eram instaladas no foyer, na tentativa de tirar os personagens do chão e nem todos aparecerem no mesmo plano geométrico. Nas primeiras temporadas de "The Next Generation", o piso do ginásio era feito de tábuas de madeira reais; devido a deformação, foi substituído por concreto pintado para se parecer com madeira.
O Studio B contém os conjuntos para as casas dos personagens. O quarto estúdio, Studio D, abriga todos os escritórios de produção, vestiários e departamentos de maquiagem e cabelo.
Para a nova série, Next Class, o interior da escola teve uma grande reforma. Novas portas foram adicionadas para todas as salas de aula, números foram colocados nas portas, as salas de aula foram remodeladas para serem mais modernas, incluindo novos conjuntos de "smart-boards" e televisores de alta definição (também colocados nos corredores, cafeteria e ginásio) e os armários foram repintados para um visual mais "retrô". Vários novos conjuntos também foram adicionados, que incluem: um novo salão de estudantes, uma área  de conversação, uma sala de aula remodelada para artes digitais e um restaurante chamado "Lola's Cantina".

## Elenco e personagens
| Elenco Principal   |                                   |    |           |           |           |           |
| Amanda Arcuri      | Lola Pacini                       | 36 | Principal | Principal | Principal | Principal |
| Amir Bageria       | Baaz Nahir                        | 24 | Principal | Principal | Principal | Principal |
| Jamie Bloch        | Yael Baron                        | 25 | Principal | Principal | Principal | Principal |
| Stefan Brogren     | Diretor Archie "Snake" Simpson    | 8  | Principal | Principal | Principal | Principal |
| Soma Bhatia        | Goldi Nahir                       | 27 | Principal | Principal | Principal | Principal |
| Chelsea Clark      | Esme Song                         | 28 | Principal | Principal | Principal | Principal |
| Reiya Downs        | Shaylynn "Shay" Powers            | 30 | Principal | Principal | Principal | Principal |
| Ana Golja          | Zoë Rivas                         | 32 | Principal | Principal | Principal | Principal |
| Nikki Gould        | Grace Cardinal                    | 39 | Principal | Principal | Principal | Principal |
| Ricardo Hoyos      | Zigmund "Zig" Novak               | 35 | Principal | Principal | Principal | Principal |
| Ehren Kassam       | Jonah Haak                        | 35 | Principal | Principal | Principal | Principal |
| André Dae Kim      | Winston "Chewy" Chu               | 31 | Principal | Principal | Principal | Principal |
| Lyle Lettau        | Tristan Milligan                  | 31 | Principal | Principal | Principal | Principal |
| Spencer MacPherson | Hunter Hollingsworth              | 29 | Principal | Principal | Principal | Principal |
| Eric Osborne       | Miles Hollingsworth III           | 35 | Principal | Principal | Principal | Principal |
| Dante Scott        | Vijay Maraj                       | 25 | Principal | Principal | Principal | Principal |
| Olivia Scriven     | Maya Matlin                       | 33 | Principal | Principal | Principal | Principal |
| Sara Waisglass     | Francesca "Frankie" Hollingsworth | 37 | Principal | Principal | Principal | Principal |
| Richard Walters    | Deon "Tiny" Bell                  | 33 | Principal | Principal | Principal | Principal |
| Parham Rownaghi    | Saad Al'Maliki                    | 12 | Ausente   | Ausente   | Principal | Principal |
| Dalia Yegavian     | Rasha Zuabi                       | 16 | Ausente   | Ausente   | Principal | Principal |

## Episódios
| Temporada | Temporada | Episodios | Netflix               | Lançamento no Canadá | Lançamento no Canadá   |
| Temporada | Temporada | Episodios | Lançamento            | Estreia da temporada | Final da temporada     |
| --------- | --------- | --------- | --------------------- | -------------------- | ---------------------- |
|           | 1         | 10        | 15 de janeiro de 2016 | 4 de janeiro de 2016 | 15 de janeiro de 2016  |
|           | 2         | 10        | 22 de julho de 2016   | 19 de julho de 2016  | 20 de setembro de 2016 |
|           | 3         | 10        | 6 de janeiro de 2017  | 9 de janeiro de 2017 | 20 de janeiro de 2017  |
|           | 4         | 10        | 7 de julho de 2017    | 3 de julho de 2017a  | 14 de julho de 2017    |

↑a  A 4ª Temporada de Degrassi: Next Class foi transmitida no Family Channel App em 30 de junho de 2017, quatro dias antes de sua estréia no canal. 